# Coregasmo
El coregasmo, también conocido como orgasmo inducido por ejercicio (OIE), es un fenómeno en el que una persona experimenta un orgasmo durante la actividad física, particularmente durante ejercicios que involucran los músculos abdominales centrales (core).
Este fenómeno se distingue de los orgasmos sexuales tradicionales ya que ocurre sin estimulación sexual directa ni pensamientos sexuales. El término "coregasmo" es un neologismo formado por la combinación de "core" (núcleo), en referencia a los músculos abdominales, y "orgasmo", reflejando la naturaleza de este.

## Factores desencadenantes
La contracción del abdomen se ha identificado como un factor clave en la inducción del coregasmo.
Es más probable que ocurra cuando los músculos están fatigados, como durante ejercicios intensos y repetitivos.

## Mecanismo y ejercicios asociados
Aunque la mecánica exacta del coregasmo no está completamente comprendida, se han identificado varios factores y ejercicios que parecen facilitar su ocurrencia.

### Ejercicios comúnmente asociados
Los siguientes ejercicios han sido reportados como facilitadores de coregasmos:
- Levantamiento de piernas.
- Pose del bote en yoga.
- Pose del águila en yoga.
- Ejercicios intensos de abdominales.

Estos ejercicios comparten características comunes, como la repetición y el esfuerzo hasta el punto de fatiga muscular, lo que parece ser un desencadenante común para este tipo de orgasmo.